# Yanel Pinto
Yanel Adriana Pinto Pérez  (Maracay, Aragua, 20 de mayo de 1989) es un nadadora Venezolana destacada, tras haber conseguido muy buenos resultados a nivel nacional y panamericano. Pinto ha sido una de las pocas nadadoras venezolanas en clasificar a los Juegos Olímpicos de Pekín 2008 junto con su entrenador venezolano Juan Carlos Tenorio. Además fue campeona de Centroamérica y del Caribe en Mayagüez 2010.

## Trayectoria
La trayectoria deportiva de Yanel Pinto se identifica por su participación en los siguientes eventos nacionales e internacionales:
Se presenta en los juegos deportivos nacionales Cojedes 2003 como una de las atletas más jóvenes donde obtuve 3 medallas de oro tanto como en la pileta y en las aguas abiertas dos años después se presenta en los Juegos Bolivarianos para empezar su ciclo olímpico donde ese mismo año en diciembre participó en los juegos nacionales andes 2005 2 medallas de plata pero eso no fue inconveniente ya que el próximo año volvió a recobrar su condición la que la llevó a los juegos deportivos ODESUR Juegos Sudamericanos y próximo al mundial Junior Brasil 2006 , pero el comienzo de su clasificación olímpica empezó en Campeonato Mundial de Natación Melbourne 2007 ese mismo año seguiría con su carrera olímpica para llegar a los juego panamericanos Río 2007 es mismo año vuelve a competir en su país en los juegos deportivos nacionales Llanos 2007 donde ganó 2 medallas de oro y 7 de plata aparte consiguió un récord nacional compartido con su hermana Andreína Pinto en los 200 metros libres . Yanel pinto terminó clasificando en el campeonato nacional Inter clubes de Perú.

### Juegos Centroamericanos y del Caribe
Fue reconocido su desempeño como parte de la selección de  Venezuela en los juegos de Mayagüez 2010.

#### Juegos Centroamericanos y del Caribe de Mayagüez 2010
Su desempeño en la vigésima primera edición de los juegos, se identificó por obtener un total de 2 medallas:

- , Medalla de oro: 4 × 100 m
- , Medalla de oro: 4 × 200 m